# Moldoviske SSR
Den Moldoviske sovjetsocialistiske republik var en unionsrepublik i Sovjetunionen i 1940-91.
Republiken blev oprettet 2. august 1940, da størstedelen af Bessarabien, som for nylig var blevet annekteret fra Rumænien, blev slået sammen med den Moldoviske ASSR, der lå øst for floden Prut. Landets befolkning var c. 70% rumænsktalende med ukrainske og russiske mindretal. Hovedstaden var Chișinău.
I årene 1950-52 var Leonid Bresjnev det moldoviske kommunistpartis førstesekretær.
Den 27. august 1991 blev landet selvstændigt under navnet Republikken Moldova.